# Feucht

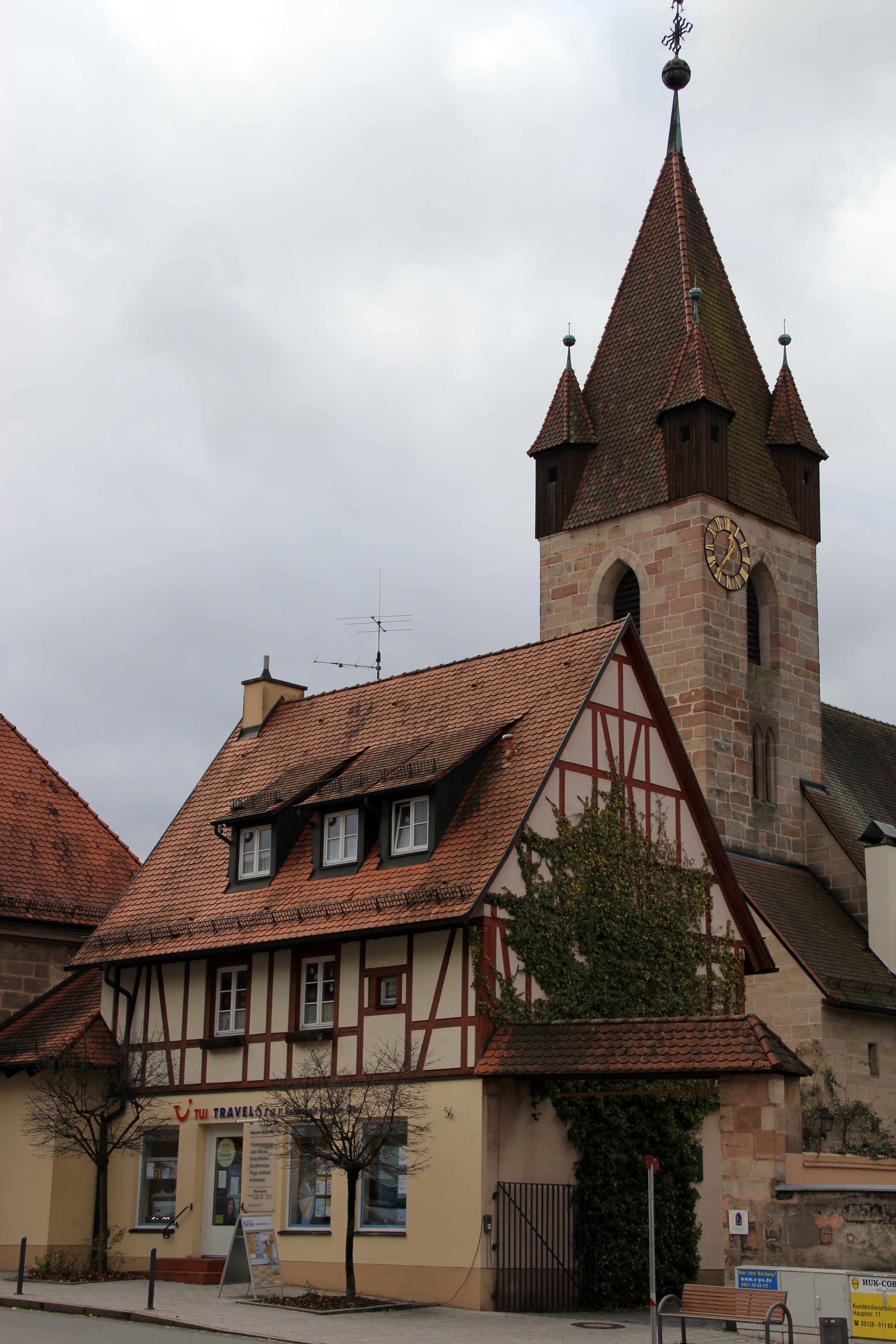
Feucht

Feucht este o comună-târg din districtul Nürnberger Land, regiunea administrativă Franconia Mijlocie, landul Bavaria, Germania.